# Jasper Carrott
Jasper Carrott, geboren als Robert Norman Davis (Acocks Green, Birmingham, 14 maart 1945), is een Brits acteur, komiek en televisiepresentator.
Carrott maakte zijn televisiedebuut in 1976 met A Half Hour Mislaid with Jasper Carrott. In 1978 volgde zijn eerste televisieserie, An Audience with Jasper Carrott. Verder verkreeg hij bekendheid met de serie The Detectives, een parodie op politiedrama's.
Carrott heeft een eigen ster op de Birmingham Walk of Stars. In 2004 kreeg hij van de Universiteit van Birmingham een eredoctoraat.

## Filmografie
- A Half Hour Mislaid with Jasper Carrott (BBC Midlands, 17 september 1976)
- An Audience with Jasper Carrott (LWT, 6 afleveringen, 6 januari – 3 maart 1978)
- The Unrecorded Jasper Carrott (LWT, rechtstreeks vanuit Theatre Royal Drury Lane, 18 februari 1979)
- Carrott Gets Rowdie (LWT, 2 november 1980)
- Carrott Del Sol (Sago) (LWT, 2 januari 1981)
- Beat the Carrott (LWT, rechtstreeks vanuit het London Palladium, 18 september 1981)
- The Secret Policeman's Other Ball (film, 1982)
- Carrott's Lib (BBC, 17 afleveringen, 2 series en 2 speciale afleveringen, 2 oktober 1982 – 30 december 1983)
- Jasper Carrott - I've Got This Mole (korte animatiefilm, LWT, 23 december 1984)
- Jasper Carrott - Learner Driver(Mother in Law) (korte animatiefilm)
- American Carrott (Channel 4/HBO, 19 januari 1985)
- Carrott Confidential (BBC, 26 afleveringen, 2 series en 2 speciale afleveringen, 3 januari 1987 – 4 februari 1989)
- Stand-up America (BBC, 6 afleveringen, 7 juli – 11 augustus 1987)
- Jane and the Lost City (Heinrich / Herman / Hans) (film, 1987)
- Carrott's Commercial Breakdown (BBC, 29 december 1989)
- Canned Carrott (BBC, 12 afleveringen, 2 series, 17 januari 1990 – 15 december 1992)
- 24 Carrott Gold (BBC, live opgenomen in Stratford Upon Avon, 28 december 1990)
- Carrott's Commercial Breakdown 2 (BBC, 27 december 1991)
- One Jasper Carrott (BBC, live opgenomen in Theatre Royal Drury Lane, 28 december 1992)
- The Detectives (Bob Louis) (BBC, 30 afleveringen, 5 series en 1 speciale aflevering, 27 januari 1993 – 30 december 1997)
- Carrott's Commercial Breakdown 3 (BBC, 28 december 1993)
- Carrott-U-Like (BBC, 27 december 1994)
- Carrott's Commercial Breakdown 4 (BBC, 5 maart 1996)
- The Jasper Carrott Trial (BBC, 6 afleveringen, 20 mei - 26 juni 1997) (based on the original BBC radio series)
- Jasper Carrott - Back to the Front (BBC, 6 afleveringen, 24 februari – 31 maart 1999)
- All About Me (Colin Craddock) (BBC, 22 afleveringen, 3 series, 8 maart 2002 – 29 oktober 2004)
- 24 Carrott Gold: The Best of Jasper Carrott (BBC, live opgenomen in Birmingham, 6 afleveringen, 6 februari – maart 2004)
- Golden Balls (presentator) (ITV, 18 juni 2007 – 18 december 2009)

## Discografie
- Jasper Carrott in the Club (live LP, Criminal Records 1973)
- Funky Moped/The Magic Roundabout (DJS 388, 7 inch single, DJM Records 1975)
- Jasper Carrott Rabbitts on and on and on.. (DJLPS 462/DJF 20462, live LP, DJM Records 1975)
- Disco Hits 75 (ADE P 18, compilation LP, Arcade Records 1975) (features Jaspers top 5 hit 'Funky Moped')
- 20 Original Top Hits (2475 501, compilation LP, Polystar Records 1975) (features Jaspers top 5 hit 'Funky Moped')
- Bickenhill Rovers Skin'ead Supporters Song/Car Insurance (DJS 649, 7 inch single, DJM Records 1976)
- Carrott in Notts (DJF 20482, live LP, DJM Records 1976)
- 12 Days of Christmas/Local Radio Promotion (DJS 10815, 7 inch single/DJR 18002, 12 inch single, DJM Records 1977)
- A Pain in the Arm (DJF 20518, live LP, DJM Records 1978)
- Disco Saturday Night 40 (PLD 8004, Double LP compilation, Pickwick Records 1978) (features Jaspers top 5 hit 'Funky Moped')
- The Best of Jasper Carrott (DJF 20549, live LP, DJM Record 1978)
- The Un-Recorded Jasper Carrott (DJF 20560, live at Drury Lane Televisiesoundtrack LP, DJM Records 1979)
- BBC Fun At One (BBC REB 371, LP, BBC Records 1979)(features one track from Jasper 'Car Insurance')
- Made in Australia (L 375 16, live in Australia LP, DJM/Festival (Australia) 1980)
- 12 Days of Christmas (K-8144, 7 inch single, DJM/Festival (Australia) 1980)
- Beat the Carrott (DJF 20575, live at the London Palladium Televisiesoundtrack LP, DJM Records 1981)
- The Secret Policeman's Other Ball (HAHA 6003, live LP, Springtime Records 1981)(features one track from Jasper 'Australian Motor Insurance Claims')
- We Are Most Amused:The Very Best of British Comedy (RTD 2067, Double LP, Ronco Records 1981)(bevat een nummer van Jasper 'Nutter on the Bus.)
- The Best of the Chat from Carrott's Lib (DJF 20580, live televisiesoundtrack LP, DJM Records 1982)
- The Stun (Carrott Tells All) (DJF 20582, live LP, DJM Records 1983)
- Noel Edmonds presents Listen with Mother (BBC REC 525, LP, BBC Records 1984)(Jasper reads 'Gary the Greatest' by Margaret Joy from The Noel Edmonds Show 1982)
- Jasper Carrott in America (RNLP 817, live in America LP, Rhino Records 1985)
- Cosmic Carrott (Laugh 1, live in America LP, CBS Portrait Records 1986)
- Jasper Carrotts Condensed Classics (CCD 30, CD, Chrysalis/Dover Records 1991)
- The Complete Secret Policeman's Other Ball (ESDCD, 2 CD set, Island 1991) (features two tracks from Jasper 'Australian Motor Insurance Claims' and 'Confessions of a Van Driver')
- 24 Carrott Gold (EMI TC EMC 3655, live Stratford Upon Avon Televisiesoundtrack 1990, Audio Cassette, EMI Records 1991)
- Canned Carrott For The Record (EMI 8 31146 2, 2 CD Televisiesoundtrack, EMI Records 1994)
- Jasper Carrott-Back to the Front volume 1 (TLCD 04, Televisiesoundtrack CD, Sound Entertainment 2000)
- Jasper Carrott-Back to the Front volume 2 (TLCD 05, Televisiesoundtrack CD, Sound Entertainment 2000)
- 24 Carrott Gold - The Best Of Jasper Carrott (TCLCD 58, live at the NIC Birmingham, Sound Entertainment 2004)
- Classic Carrott volume 1 - Canned Carrott For The Record (2CD Televisiesoundtrack, Sound Entertainment 2005)
- Classic Carrott volume 2 - 24 Carrott Gold (Televisiesoundtrack CD, Sound Entertainment 2005)
- Classic Carrott volume 3 - One Jasper Carrott (TLCD050, Televisiesoundtrack CD, Sound Entertainment 2005)